# 三条西実隆
三条西 実隆（さんじょうにし さねたか）は、室町時代後期から戦国時代にかけての公卿。内大臣・三条西公保の次男。官位は正二位・内大臣。能書家でもあった。

## 経歴
京都武者小路の邸で誕生した。当初の名は公世。
長禄2年（1458年）、兄・実連が死去し、家督相続者として扱われ従五位下に叙され、このとき公延と改名する。2日後に侍従に任官。寛正元年（1460年）、父・公保が死去する。このため、母方の叔父である甘露寺親長の後見を受けて家督を相続する。
応仁元年（1467年）、京都で応仁の乱が発生し、鞍馬寺へ疎開。乱により三条西邸も焼失している。文明元年（1469年）、元服と同時に右近衛権少将に進み、実隆と改名する。永正3年（1506年）、内大臣となるが在職わずか2か月、任大臣大饗も開かずに致仕。永正13年（1516年）に出家。

## 人物

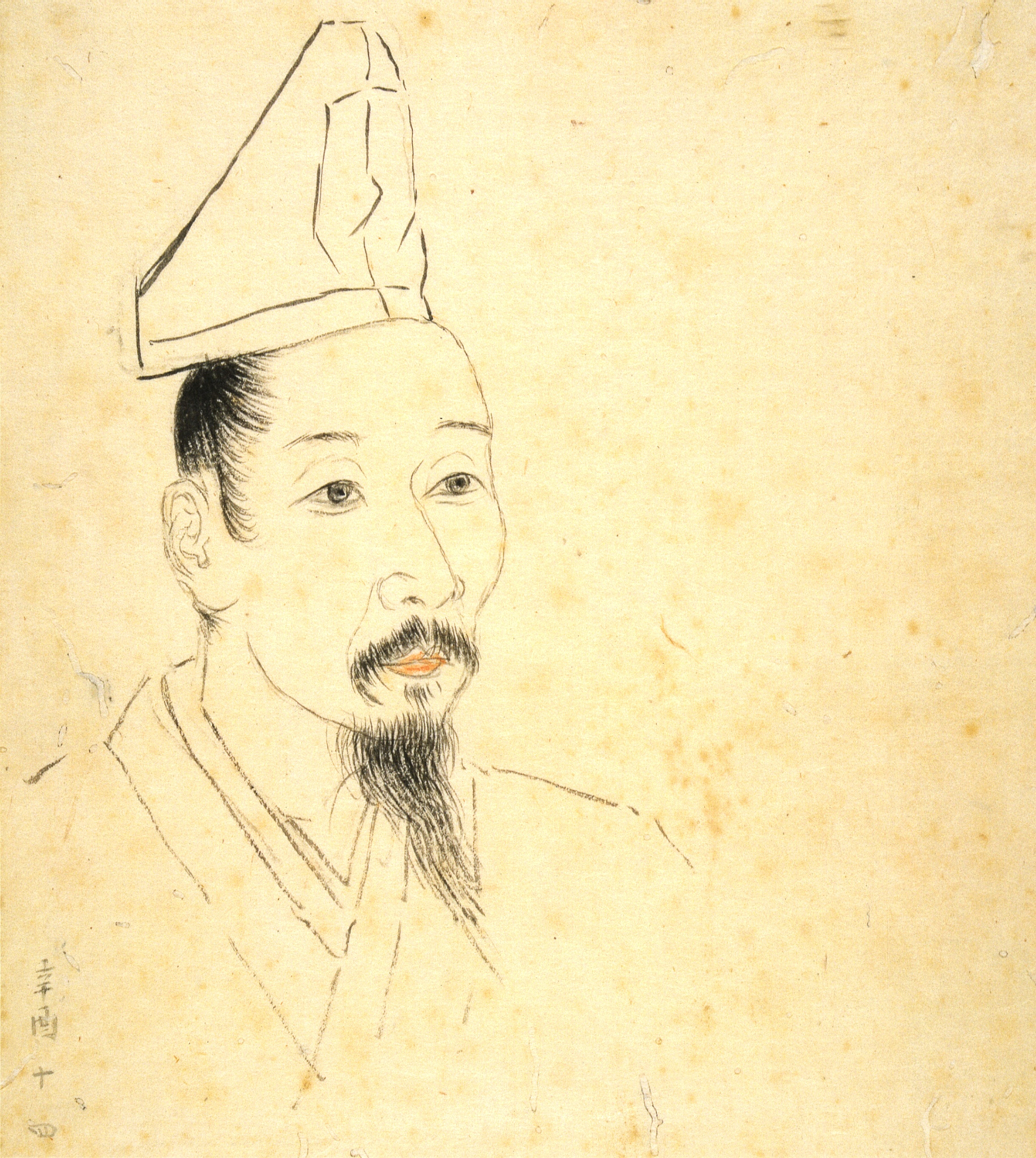
三条西実隆像紙形
土佐光信筆

後土御門天皇・後柏原天皇・後奈良天皇の3代に仕えたが、後土御門の寵妃や、後柏原の女御で後奈良の生母の勧修寺藤子は義姉妹に当たり、天皇家とは深い縁戚関係にあった。
室町幕府将軍の足利義政や足利義澄、若狭国守護・武田元信等と親交があったほか、文化人としての交流関係も多岐に亘り、一条兼良と共に和歌・古典の貴族文化を保持・発展させ、宗祇から古今伝授を受けている。古筆の鑑定も能くし、宗祇から小倉懐紙の鑑定を依頼されたことが『実隆公記』にみえる。また、連歌師の山崎宗鑑とも親しく交友した。武野紹鷗に茶道を教え、大和国国人の十市遠忠に和歌を教えるなど、貴族に多大な影響を与えた。将棋、囲碁にも熱中し、将棋の駒の字も書いた。
また、周防国の大内義隆や駿河国の今川氏親とも親交が深かった。なお、実隆には当時としては珍しく側室がいなかった。
漢文日記『実隆公記』は、史料的価値もある。歌集に『雪玉集』『聞雪集』、著作に『詠歌大概抄』『高野山参詣記』など。源氏物語に関しては、系図として革新的な『実隆本源氏物語系図』を作った他、子・公条が『明星抄』を著す基礎も作った。浄土宗を信仰していた。

## 系譜
- 父：三条西公保
- 母：甘露寺房長の娘
- 妻：勧修寺教秀の三女
  - 長男：公順（1484年 - ） - 東大寺
  - 二男：三条西公条（1487年 - 1563年）
  - 三男：桂陽（? - 1526年） - 東福寺
  - 長女：保子 - 九条尚経正室。子に関白九条稙通
  - 次女：正親町実胤室
- 生母不明の子女
  - 女子：勝興寺左計室[5] - 細川晴元養女

## 伝記・研究
- 芳賀幸四郎『三条西実隆』吉川弘文館、1960年
- 宮川葉子『三条西実隆と古典学』風間書房、1995年
- 豊田恵子『コレクション日本歌人選 055 三条西実隆』笠間書院、 2012年